# Baglio

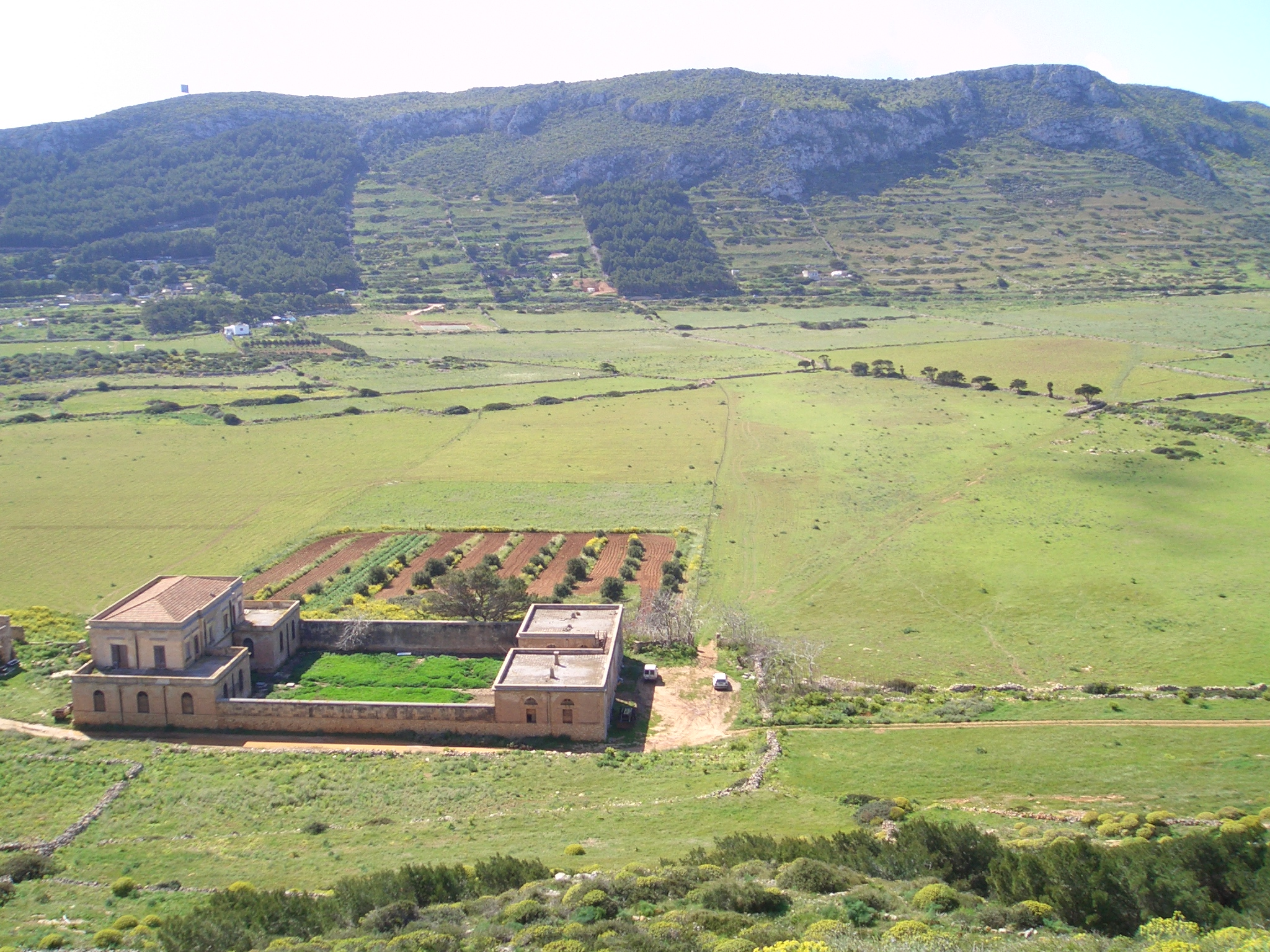
Baglio sur l'île de Levanzo.

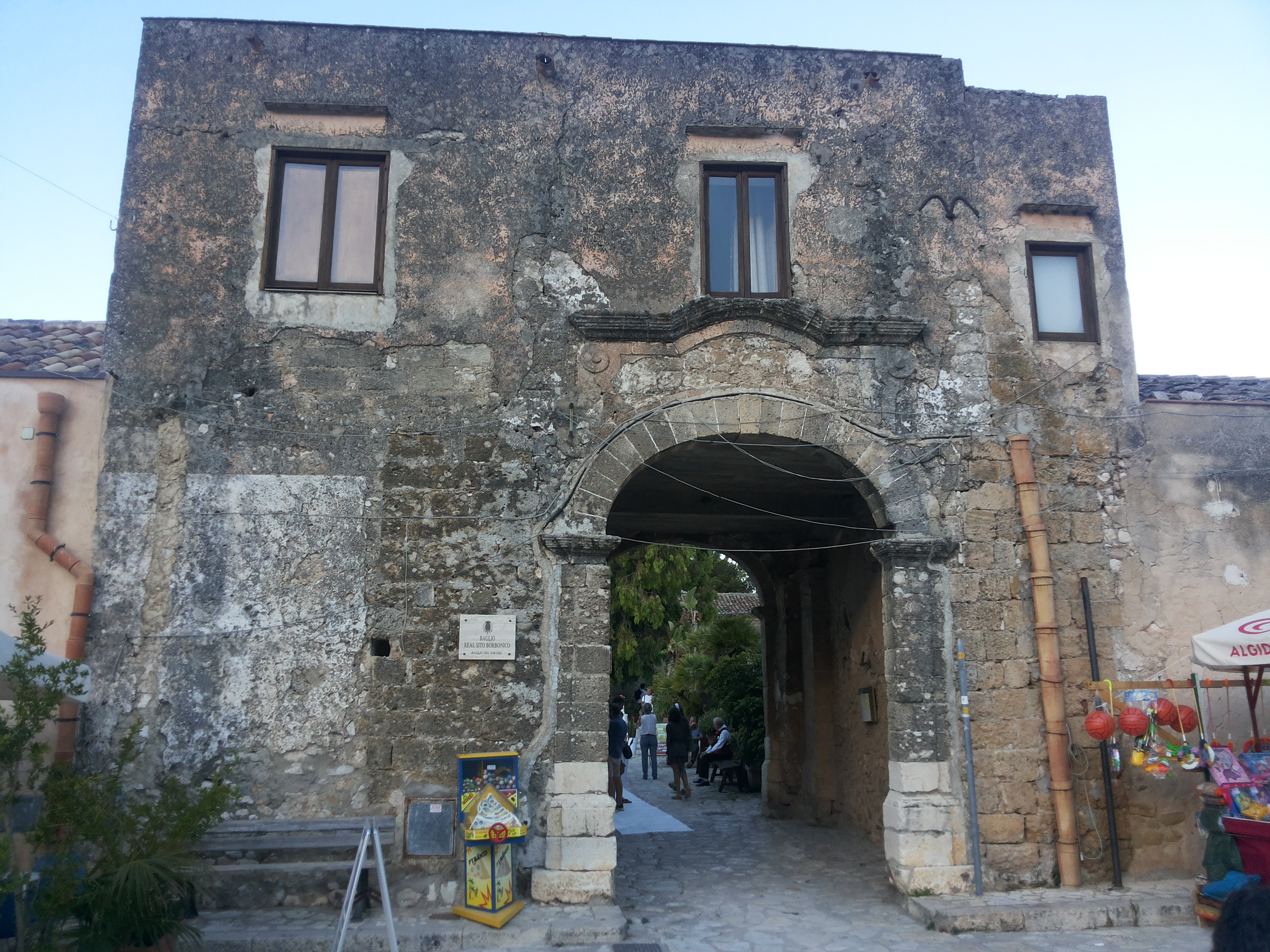
Entrée du baglio de Scopello.

Un baglio est un édifice habité traditionnel de la Sicile occidentale. 

## Description
Distribuée autour d'une cour intérieure, cette forteresse rurale est protégée par de hauts murs essentiellement aveugles, un accès unique par un solide portail et souvent une tour ou une poivrière.
Elle est traditionnellement située au cœur des grandes propriétés terriennes aristocratiques de l'ouest de la Sicile. 
Le baglio est souvent construit près d'une source d'eau douce, parfois sur des points culminants pour contrôler plus facilement les dangers et le travail des ouvriers agricoles, pouvant s'appuyer sur une tour ou un bâtiment agricole préexistants.
Le baglio sert à la fois de logis aristocratique et de bâtiments agricoles ou artisanaux.

## Origines et évolutions
Le terme baglio proviendrait de l'arabe bahal signifiant « cour ».
L'origine pourrait être les villae rusticae romaines.
Les bagli siciliens sont majoritairement construits entre le XVIIe siècle et le XVIIIe siècle. Les activités tournent autour de l'exploitation de la terre : vin (pressoir et cave), huile d'olive (pressoir, magasins), la culture (greniers ou fenils).
Au cours des siècles, leurs usages évoluèrent : vineries, tonnara, villages, résidences touristiques, musées… 